# فرانسوا تروفو
فرانسوا رولاند تروفو (بالفرنسية: François Roland Truffaut)‏ هو مخرج ومنتج وممثل وكاتب سيناريو وناقد سينمائي فرنسي ولد في يوم 6 فبراير 1932 في مدينة باريس عاصمة فرنسا، يعتبر تروفو واحد من مؤسسي الموجة الجديدة في السينما الفرنسية، عمل في أكثر من 25 فلم، منها فلم الضربات الربعمائة في سنة 1959 وألذي كان من الموجة الجديدة وفلم Bed and Board في 1970 ومسلسل قبلات مسروقة في 1968 وتوفي في يوم 21 أكتوبر 1984.

## وصلات خارجية
- فرانسوا تروفو على موقع IMDb (الإنجليزية)
- فرانسوا تروفو على موقع الموسوعة البريطانية (الإنجليزية)
- فرانسوا تروفو على موقع روتن توميتوز (الإنجليزية)
- فرانسوا تروفو على موقع روتن توميتوز (الإنجليزية)
- فرانسوا تروفو على موقع مونزينجر (الألمانية)
- فرانسوا تروفو على موقع قاعدة بيانات الأفلام العربية
- فرانسوا تروفو على موقع ألو سيني (الفرنسية)
- فرانسوا تروفو على موقع ميوزك برينز (الإنجليزية)
- فرانسوا تروفو على موقع تيرنر كلاسيك موفيز (الإنجليزية)
- فرانسوا تروفو على موقع أول موفي (الإنجليزية)

- http://www.marefa.org/index.php/فرانسوا_تروفو
- https://mercurymovies.wordpress.com/2011/11/13/فرانسوا-تروفو/
- http://www.elcinema.com/person/pr2077614/